# Кам'янка (печера)
Кам'янка (рос. Каменка) — печера в Челябінській області Росії, на Південному Уралі. Печера вертикального типу простягання. Загальна протяжність — 244 м. Глибина печери становить 48 м. Категорія складності проходження ходів печери — 2А.